# Maja e Ropës
Maja e Ropës je planina na Kosovu s visinom od 2502 m/nm. Dio je područja Bogićevica u Prokletijama. To je druga najviša planina na području Bogićevice nakon Marijaša (2,533 m).